# Ordine di battaglia della campagna d'Italia (1943-1945)

## 1943

### Alleati[1]
Forze terrestri:
- 15º gruppo di armate (generale Harold Alexander)
  - VIII armata britannica (generale Bernard Law Montgomery)
    - XIII corpo d'armata (generale Miles Dempsey)
      - 5ª divisione fanteria (generale Berney-Ficklin)
      - 50ª divisione fanteria (generale Sidney Kirkman)
      - 1ª divisione aviotrasportata (generale George F. Hopkinson)

    - XXX corpo d'armata (generale Oliver Leese)
      - 51ª divisione da montagna (generale Douglas Wimberley)
      - 1ª divisione fanteria canadese (generale Guy Simonds)

    - Forze di riserva
      - 46ª divisione fanteria (generale John Hawkesworth)
      - 78ª divisione fanteria (generale Vivian Evelegh)

  - VII armata statunitense (generale George S. Patton)
    - II corpo d'armata (generale Omar Bradley)
      - 1ª divisione fanteria (generale Terry Allen)
      - 45ª divisione fanteria (generale Troy H. Middleton)

    - Forza JOSS (generale Lucian K. Truscott)
      - 3ª divisione fanteria (generale Lucian K. Truscott)

    - Forze di riserva
      - 2ª divisione corazzata (generale Hugh J. Gaffey)
      - 82ª divisione aviotrasportata (generale Matthew Ridgway)
      - 9ª divisione fanteria (generale Eddy)

Forze aeree:
- Mediterranean Air Command (MAC) (generale Arthur Tedder)
  - Northwest African Air Forces (NAAF)
    - 12th US Air Force
    - 9th US Air Force
    - Desert Air Force

Forze navali:
- Eastern Naval Task Force
  - Mediterranean Fleet (ammiraglio Andrew Cunningham)
  - United States Eighth Fleet

### Asse
Forze terrestri:
- VI armata italiana (generale Alfredo Guzzoni)
  - XII Corpo d'armata italiano
  - XVI Corpo d'armata italiano
- XIV Panzerkorps tedesco (generale Hans-Valentin Hube) (teoricamente dipendente dal comando del generale Guzzoni ma in realtà responsabile dell'impiego di tutte le truppe tedesche; dal 2 agosto 1943 il generale Hube diresse operativamente l'azione di tutte le forze dell'Asse in Sicilia)
  - Piazze Militari Marittime (dipendenti da Supermarina)

## 1944

### Alleati[2]
Forze terrestri:
- 15º gruppo di armate (generale Harold Alexander)
  - VIII armata britannica (generale Oliver Leese)
    - XIII corpo d'armata (generale Sidney C. Kirkman)
      - 6ª divisione corazzata (generale Vivian Evelegh)
      - 4ª divisione fanteria (generale Alfred Dudley Ward)
      - 78ª divisione fanteria (generale Charles Keigthley)
      - 8ª divisione indiana (generale Russell)
      - 1ª brigata corazzata canadese (generale Murphy)

    - I corpo canadese (generale Eedson Louis Millard Burns)
      - 5ª divisione corazzata canadese (generale Hoffmeister)
      - 1ª divisione canadese (generale Vokes)
      - 25ª brigata carristi (generale Tetley)

    - II corpo polacco (generale Władysław Anders)
      - 3ª divisione "Carpazi" (generale Duch)
      - 5ª divisione "Kresowa" (Sulik)
      - 2ª brigata corazzata polacca (generale Rakowski)

    - X corpo d'armata (generale Richard McCreery)
      - 2ª divisione neozelandese (generale Bernard Freyberg)
      - 24ª brigata corazzata delle Guardie (generale Clive)
      - 2ª brigata paracadutisti (generale Pritchard)
      - 12ª brigata sudafricana (generale Palmer)
      - Gruppo brigate motorizzate italiane

    - Forze di riserva
      - 6ª divisione corazzata sudafricana (generale Poole)
      - V corpo d'armata (generale Allfrey)

  - V armata statunitense (generale Mark Wayne Clark)
    - II corpo d'armata (generale Geoffrey Keyes)
      - 85ª divisione fanteria (generale Coulter)
      - 88ª divisione fanteria (generale Sloan)

    - VI corpo d'armata (generale Lucian K. Truscott)
      - 1ª divisione corazzata (generale Ernest N. Harmon)
      - 3ª divisione fanteria (generale O'Daniel)
      - 34ª divisione fanteria (generale Ryder)
      - 45ª divisione fanteria (generale Eagles)
      - 1ª divisione britannica (generale John Hawkesworth)
      - 5ª divisione britannica (generale Gregson-Ellis)
      - 1ª Forza di servizio speciale (generale Frederick)

    - Corpo di spedizione francese (generale Alphonse Juin)
      - 1ª divisione fanteria francese (generale Brosset)
      - 2ª divisione fanteria marocchina (generale Dody)
      - 3ª divisione fanteria algerina (generale Monsabert)
      - 4ª divisione da montagna marocchina (generale Seves)
      - Goumier francesi (generale Augustin Guillaume)

    - Forze di riserva
      - IV corpo d'armata statunitense (generale Willis D. Crittenberger)
      - 36ª divisione fanteria (generale Fred L. Walker)
      - Gruppo brigate italiane

Forze navali: ammiraglio John Cunningham
Forze aeree: 
- Mediterranean Allied Air Forces (generale Ira C. Eaker)

## La partecipazione italiana
La partecipazione italiana alla liberazione della penisola inizialmente fu limitata ad una simbolica unità, il Primo Raggruppamento Motorizzato, che venne costituito il 26 settembre 1943 ed iniziò le operazioni con la battaglia di Montelungo, in realtà un sanguinoso test per dimostrare agli Alleati la volontà del Regno d'Italia di partecipare alla "cobelligeranza" (termine che sintetizzava la partecipazione italiana alle operazioni in quanto l'Italia non poteva ancora essere considerata parte integrante degli Alleati). Questa prima unità fu assorbita dal Corpo Italiano di Liberazione, costituito dalla divisione paracadutisti Nembo, reggimenti di fanteria, reggimento San Marco, alpini ecc. In seguito vennero creati diversi gruppi di combattimento, che operarono nell'ambito del Corpo Italiano di Liberazione fino al termine delle ostilità, per un totale di circa 60.000 effettivi alla fine del 1944. A questi si affiancarono le divisioni ausiliarie e di sicurezza per un totale di 250.000 uomini.